# Dolby Theatre
Dolby Theatre er et teater og en biograf i Hollywood, hvor Oscaruddelingen præsenteres årligt. Indtil 2011 hed bygningens Kodak Theatre.
Teatret åbnede i 2001 og er specielt designet til Oscaruddelingen. Det har 3.400 pladser og har det største podie i USA, mens pladsen bag den kan rumme 1.500 journalister. Bygningen blev sponsoreret af Kodak-koncernen med 75 millioner $, Som gav dem ret til navnet på teatret. Efter at firmaet Kodak kom i vanskeligheder, blev teatret midlertidigt kaldt "Hollywood and Highland Center" under den 84. Oscaruddeling. I løbet af 2012 blev teatret omdøbt til "Dolby Theatre" med Dolby Laboratories som hovedsponsor.